# موش هاوارد
موش هاروارد یا موش اونکوموس (به انگلیسی: OncoMouse) نوعی موش آزمایشگاهی (Mus musculus) دستکاری‌شده ژنتیکی است که با استفاده از تغییرهای طراحی‌شده توسط فیلیپ لدر و تیموتی استوارت از دانشگاه هاروارد برای حمل ژن خاصی به نام آنکوژن فعال‌شده (v-Ha-rasتحت کنترل پروموتر ویروس تومور پستانی موش) است. اونکوژن فعال‌شده به‌طور چشمگیری حساسیت موش را به سرطان افزایش می‌دهد و بنابراین موش را به مدلی مناسب برای پژوهش‌های سرطان‌شناسی تبدیل می‌کند.